# LGV Rhône-Alpes
LGV Rhône-Alpes, sau Linia Nouă 4 (LN4) (franceză ligne nouvelle 4), este o Linie de Mare Viteză situată în Franța, dedicată transportului de pasageri. Linia are  o lungime de 115 km, este situată în regiunea Ron-Alpi și este o prelungire a liniei LGV Sud-Est spre sud. A fost dată în funcțiune în 1994 și asigură ocolirea aglomerației lyoneze prin est ceea ce permite realizarea de legături de mare viteză între nordul și sudul Franței. Linia deservește Gara Lyon-Saint-Exupéry TGV iar la sud de Valence este continuată de LGV Méditerranée.
A fost construită în două tronsoane, unul nordic și unul sudic, realizate pentru a permite o viteză de vârf maximă de 300 și respectiv 320 km/h. Tronsonul nordic a fost dat în funcțiune în 1992 cu ocazia Jocurilor Olimpice de iarnă de la Albertville.

## Traseul
Linia traversează patru departamente: Ain, Rhône, Isère și Drôme. Din lungimea totală de 115 km, sectorul nordic dintre Montanay și Saint-Quentin-Fallavier are o lungime de 42 km iarcel sudic până la Valence are o lungime de 73 km.
La Saint-Quentin-Fallavier linia se intersectează cu linia clasică dintre Lyon și Grenoble ceea ce permite :
- realizarea de conexiuni între Lyon și sudul Franței;
- realizarea de conexiuni spre Grenoble, Savoia și Italia.

## Caracteristici
Linia a fost realizată similar cu linia LGV Sud-Est, pentru a admite viteze nominale de 300 km/h, având curbe a câror rază minimă este de 4000 m și o distanță dintre cele două sensuri de rulare de 4,2 m. Caracteristic liniilor LGV rampele pot fi mai pronunțate decât în cazul liniilor clasice, înclinarea maximă fiind de 35 la mie. 
Linia conține numeroase lucrări de infrastrucutră, dintre care 10 viaducte cu o lungime cumulată de 4,5 km și patru tuneluri cu o lungime cumulată de 5,3 km. Postul de comandă centralizat a trenurilor se află la Lzon și permite urmărirea în timp real a trenurilor, supravegherea instalațiilor de securitate și telecomandarea tuturor instalațiilor de linie.
Linia conține o singură gară, Gara Lyon-Saint-Exupéry TGV, situată pe teritoriul comunei Colombier-Saugnieu la periferia Lyonului. Ea asigură deservirea aeroportului internațional Lyon-Saint-Exupéry. Gara are o arhitectură modernă fiind opera arhitectului catalan Santiago Calatrava. 

## Istoric
- 28 octombrie 1989 : declararea proiectului ca utilitate publică.
- 13 decembrie 1992 : dare în folosință a primului tronson.
- 3 iulie 1994 : darea în folosință a celui de al doilea tronson și inaugurarea gării Lyon-Saint-Exupéry.
- 7 iunie 2001 : inaugurarea LGV Méditerranée ce asigură prelungirea liniei spre sud.